# Comuna Onîskove, Krîve Ozero
Onîskove (în ucraineană Ониськове) este o comună în raionul Krîve Ozero, regiunea Mîkolaiiv, Ucraina, formată din satele Holoskove și Onîskove (reședința).

## Demografie
Componența lingvistică a comunei Onîskove
     Ucraineană (97,69%)
     Rusă (2,12%)
     Alte limbi (0,19%)
Conform recensământului din 2001, majoritatea populației comunei Onîskove era vorbitoare de ucraineană (97,69%), existând în minoritate și vorbitori de rusă (2,12%).